# Municipio de Hazleton
El municipio de Hazleton (en inglés: Hazleton Township) es un municipio ubicado en el condado de Buchanan en el estado estadounidense de Iowa. En el año 2010 tenía una población de 1695 habitantes y una densidad poblacional de 17,99 personas por km².

## Geografía
El municipio de Hazleton se encuentra ubicado en las coordenadas 42°35′56″N 91°54′13″O / 42.59889, -91.90361. Según la Oficina del Censo de los Estados Unidos, el municipio tiene una superficie total de 94.24 km², de la cual 94,03 km² corresponden a tierra firme y (0,22 %) 0,21 km² es agua.

## Demografía
Según el censo de 2010, había 1695 personas residiendo en el municipio de Hazleton. La densidad de población era de 17,99 hab./km². De los 1695 habitantes, el municipio de Hazleton estaba compuesto por el 98,05 % blancos, el 0,24 % eran afroamericanos, el 0,77 % eran amerindios, el 0,06 % eran asiáticos y el 0,88 % eran de una mezcla de razas. Del total de la población el 1,18 % eran hispanos o latinos de cualquier raza.